# Mijoo
Lee Mi-joo (em coreano:  이미주; 23 de setembro de 1994), mais conhecida pelo monônimo Mijoo, é uma cantora e dançarina sul-coreana que estreou como membro do grupo feminino sul-coreano Lovelyz sob Woollim Entertainment em 2014.

## Carreira

### 2014–2017: Estreia comGirls' Invasione início de carreira
Mijoo estreou com Lovelyz, que foi anunciado pela primeira vez em 5 de novembro de 2014 pela Woolim Entertainment. Lovelyz lançou um single digital de pré-lançamento, "Good Night Like Yesterday", em 5 de novembro de 2014. Seu showcase de estreia foi realizado em 12 de novembro no K-ART Hall no Parque Olímpico, e seu palco de estreia foi no no dia seguinte, no M Countdown. O álbum de estúdio de estreia do grupo, Girls' Invasion, foi lançado oficialmente em 17 de novembro, junto com seu primeiro single intitulado "Candy Jelly Love".
Mijoo fez uma participação especial em The Gentlemen of Wolgyesu Tailor Shop em 2016. Ela participou do show de sobrevivência de dança Hit the Stage. Ela ficou em 6º no final do episódio 8 e acabou eliminada. Ela também foi apresentadora no Inkigayo ao lado do colega de banda Kei e e dos membros do BTS Jin e RM. Mijoo foi escalada para a série de televisão I'm a Job Seeker, interpretando o papel de Na Young-hee.

### 2018–presente: Atividades individuais
Mijoo fez parte do elenco de Dunia: Into a New World ao lado de Yunho, DinDin, Sam Okyere, Kwon Hyun-bin e muitos mais. Ela também fez parte de My Mad Beauty 2 com Lee Jin-yi, Hyoyeon e Park Na-rae. Ela faz parte da terceira temporada da série ao lado de Park Na-rae, Choi Yoo-jung e Han Hye-jin. Ela também foi escalada para o programa de televisão In-laws In Practice (2018), emparelhado com Kwon Hyuk-soo e Shopping Cart Saviour (2019) junto com Haha e mais. Mijoo também fez parte de um programa de variedades na TVN chamado Sixth Sense com Yoo Jae-seok, Jeon So-min, Oh Na-ra e Jessi.